# Chaetophractus
Chaetophractus è un genere di armadilli appartenenti alla famiglia Chlamyphoridae, al quale sono ascritte le tre specie dei cosiddetti armadilli villosi, ossia:
| Specie di Chaetophractus                               | Specie di Chaetophractus | Specie di Chaetophractus                                                                                       |
| Nome comune e binomiale                                | Immagine                 | Distribuzione                                                                                                  |
| ------------------------------------------------------ | ------------------------ | --- |
| Armadillo villoso urlatore (Chaetophractus vellerosus) |                          | Parti centrali e meridionali del Sud America                                                                   |
| Armadillo villoso maggiore (Chaetophractus villosus)   |                          | La Pampa e la Patagonia fino a Santa Cruz, in Argentina e Magallanes, in Cile                                  |
| Armadillo villoso andino (Chaetophractus nationi)      |                          | Bolivia, nella regione della Puna; i dipartimenti di Oruro, La Paz e Cochabamba, Bolivia e Cile settentrionale |

I membri del genere sono endemici del continente sudamericano. Si trovano nei paesi del Centro e del Sud America, come Argentina, Bolivia, Cile e Paraguay.
Chaetophractus nationi è probabilmente un sinonimo junior di Chaetophractus vellerosus, e il genere Chatophractus potrebbe essere parafiletico.